# Aurelio Valcárcel Carroll
Aurelio Valcárcel Carroll es un productor de televisión colombiano más conocido por su asociación con Telemundo y RTI Producciones. Fue vicepresidente ejecutivo de producción de Telemundo Studios hasta principios de 2014. Sus créditos incluyen Amor descarado, Prisionera, El cuerpo del deseo, Tierra de pasiones, Pecados ajenos, Más sabe el diablo, El fantasma de Elena, ¿Dónde está Elisa?, Alguien te mira y Una maid en Manhattan.
En los comienzos de su carrera, antes de dirigir telenovelas, producía y dirigía programas de concursos y musicales como El programa del millón y El show de Jimmy. Actualmente trabaja en México para Imagen Televisión como director general de Ficción y Entretenimiento (ingresó en la época de Cadenatres).

## Trayectoria

### Director de ficción - Imagen Televisión
- La taxista (2018)
- Atrapada (2018)
- Muy padres (2017-2018)
- Paquita la del Barrio (2017)
- Perseguidos (2016)
- Vuelve temprano (2015-2016)

### Vicepresidente ejecutivo de producción - Telemundo Studios
- Primera parte de Reina de corazones (2014)
- Marido en alquiler (2013-2014)
- Dama y obrero (2013)
- El rostro de la venganza (2012-2013)
- Corazón valiente (2012)
- Relaciones peligrosas (2012)
- Una maid en Manhattan (2011-2012)
- La casa de al lado (2011-2012)
- Segunda parte de Mi corazón insiste en Lola Volcán (2011)

### Productor ejecutivo - Telemundo Studios
- Primera parte de Mi corazón insiste en Lola Volcán (2011)
- Aurora (2010-2011)
- Alguien te mira (2010-2011)
- El fantasma de Elena (2010)
- ¿Dónde está Elisa? (2010)
- Perro amor (2010)
- Más sabe el diablo (2009-2010)
- El rostro de Analía (2008-2009)
- Pecados ajenos (2007-2008)
- Dame chocolate (2007)

### Productor ejecutivo - Telemundo-RTI
- La viuda de Blanco (2006-2007)
- Tierra de pasiones (2006)
- El cuerpo del deseo (2005-2006)
- ¡Anita, no te rajes! (2004-2005)
- Prisionera (2004)
- Amor descarado (2003-2004)

### Director ejecutivo - RTI Televisión
- La venganza (2002-2003)
- Mi pequeña mamá (2002)
- Luzbel está de visita (Adrián está de visita) (2001)
- Amantes del desierto (2001)
- Rauzán (2000)
- Divorciada (1999)

### Director de escena - RTI Televisión
- Yo amo a Paquita Gallego (1997-1998)
- La viuda de Blanco (1996)
- Las aguas mansas (1994)
- LP loca pasión (1989)

### Productor y director de concursos y musicales - RTI Televisión
- Súper Sábado (2000)
- La Bella y la Bestia (1997-1998)
- Su media naranja (1997)
- Quiere Cacao (1996-2001)
- El Show de Jimmy (1990-1993) (remplazando Jimmy Salcedo)
- Los tres a las seis (1989-1992)
- El programa del millón (1987-1990)
- El precio es correcto (1981-1991)